# Byttneria ivorensis
Byttneria ivorensis — це дерево родини мальвових, яке зараз класифікується як вимерле. Його було ідентифіковано за єдиним гербарним зразком, зібраним у Верхньогвінейських лісах Кот-д'Івуару. Вид населяв узлісся вологого напівлистопадного лісу.